# گلدستار
گلدستار (به انگلیسی: GoldStar) شرکت الکترونیکی کره‌ای بود، که در سال ۱۹۵۸ تأسیس شد و در تاریخ ۱۵ نوامبر سال ۱۹۵۹ با تولید اولین رادیو پیام‌آور آغاز صنعت الکترونیک، در کره جنوبی شناخته شد. این شرکت در سال ۱۹۹۵ با تأسیس شرکت ال‌جی الکترونیکس منحل شد.

## تاریخچه
شرکت گلدستار بعد از ورود موفق به عرصه الکترونیک، توانست مجموعه زیر را به دنیای فناوری وارد کند:
- نوامبر ۱۹۶۲: اولین تلفن کره‌ای

- ژانویه ۱۹۶۵: اولین یخچال کره‌ای

- اوت ۱۹۶۶: اولین تلویزیون سیاه و سفید کره‌ای

- سپتامبر ۱۹۶۸: اولین تهویه مطبوع کره‌ای

این شرکت در مارس ۱۹۶۸، اولین شعبه خود را در خارج از کشور کره جنوبی و در شهر نیویورک، ایالات متحده، تأسیس کرد و از اوایل دهه هفتاد میلادی برای آمریکایی‌ها وسایل الکترونیکی ساخت.
در اوت ۱۹۷۸ اولین نمایندگی فروش خود را در ایالات متحده آمریکا تأسیس نمود. گلدستار در اواخر دهه هشتاد به اوج رشد و سودآوری خود رسید و سودی بالغ بر ۲ میلیارد دلار کسب کرد.
در دهه نود موفقیت‌های این شرکت به سرعت محو شد و اوضاع بحرانی نام گرفت. ولی سرانجام، میلیونرهای آمریکایی و انگلیسی به کمک این شرکت آمدند و آن را از ورشکستگی نجات دادند.
شرکت گلدستار در ماه مارس سال ۱۹۹۵ میلادی، پس از ادغام با شرکت گلدات از گلدستار، به شرکت (ال. جی) تغییر نام داد.
پس از ادغام و سیر تحولات در سال ۱۹۷۸ با صادراتی بالغ بر ۱۰۰ میلیون دلار مقام نخست را در صنعت الکترونیک کسب نمود. به دنبال این موفقیت در دسامبر ۱۹۹۱ با صادرات ۲ میلیارد دلار لوازم خانگی، مقام نخست را در کره کسب نمود. در ۲۷ مارس ۱۹۹۵ با ارائه طرح چالش ۲۰۰۵، دومین تولد شرکت ال جی الکترونیکس شکل گرفت.
در سال‌های بعد، گلدستاری که با نام جدید ال جی الکترونیکس حیات دوباره یافته بود، دوباره فعالیت‌های خود را با حجم و توان بالاتر و با سرمایه‌گذاران غربی، آغاز کرد.